# Cantonul Bessèges
Cantonul Bessèges este un canton din arondismentul Alès, departamentul Gard, regiunea Languedoc-Roussillon, Franța.

## Comune
- Bessèges (reședință)
- Bordezac
- Gagnières
- Peyremale
- Robiac-Rochessadoule